# Argyrolagus
Argyrolagus — викопний рід південноамериканських метатерій, що належить до ряду Polydolopimorpha з ранньопліоценової формації Монте-Гермосо, Патагонія, Аргентина.

## Опис
Стрибаючи на задніх лапах, довжиною 15–20 сантиметрів (без хвоста), Argyrolagus нагадував піщанку або культара. Він мав довгий хвіст для рівноваги та вузьку голову з гострою мордою. Судячи з його величезних очей, Аргіролаг вів нічний спосіб життя. Форма його зубів свідчить про те, що він харчувався рослинами пустелі.